# Jüdischer Friedhof (Griedel)

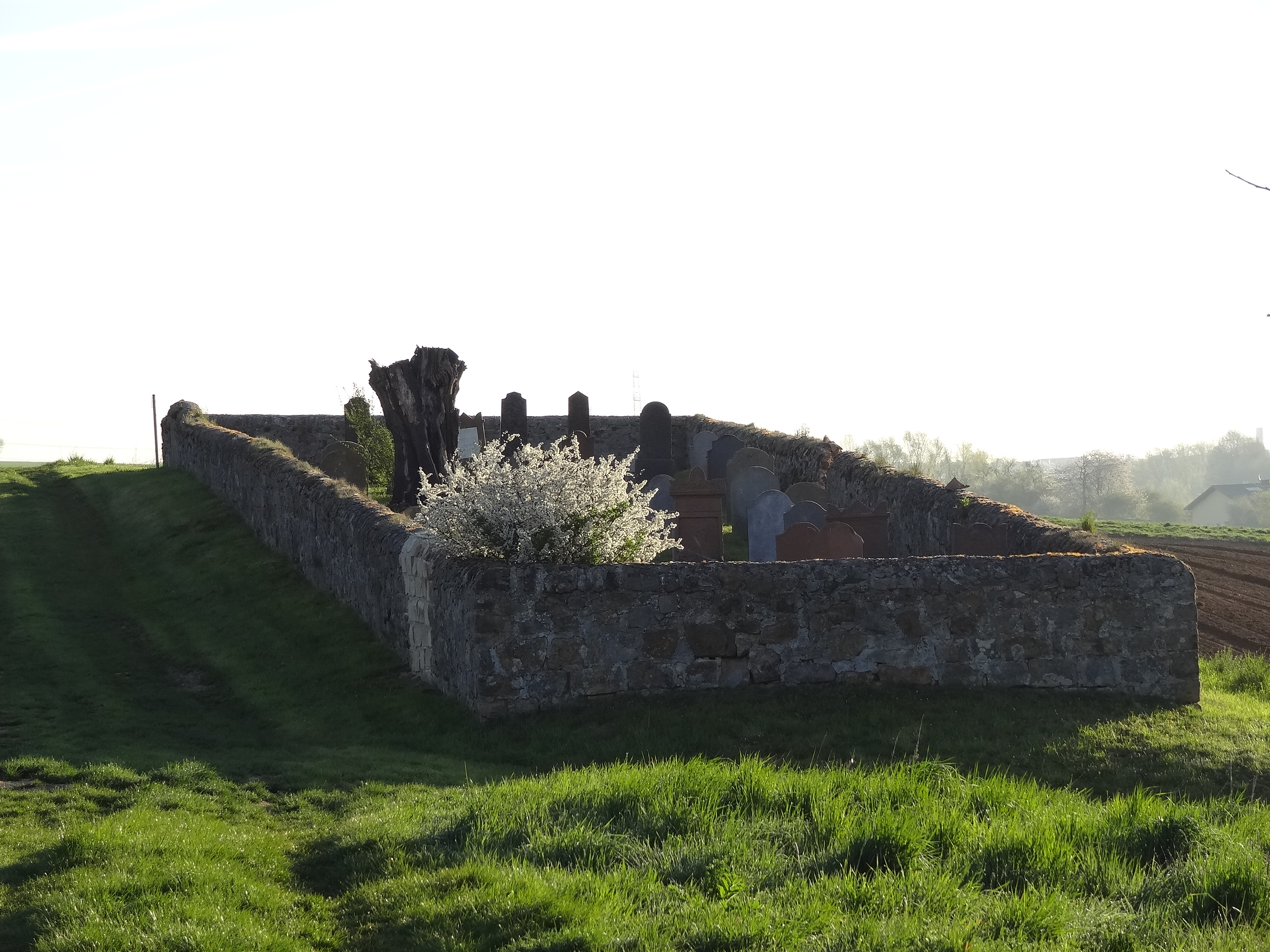
Der jüdische Friedhof Griedel

Der Jüdische Friedhof Griedel ist ein Friedhof im Ortsteil Griedel der Stadt Butzbach im Wetteraukreis in Hessen.
Der 752 m² große jüdische Friedhof liegt nördlich von Griedel zwischen der westlich verlaufenden A 5 und der B 488. Es sind 38 Grabsteine vorhanden. Der älteste Grabstein datiert auf das Jahr 1854, der jüngste stammt aus dem Jahr 1935.

## Geschichte
Die Verstorbenen der jüdischen Gemeinde wurden zunächst auf dem Friedhof in Grüningen beigesetzt. Anfang oder Mitte des 19. Jahrhunderts wurde der Friedhof in Griedel angelegt.
Im Jahr 1931 wurde der Friedhof geschändet: zwei Grabsteine wurden umgeworfen und ein dritter wurde beschmutzt.